# Бондар В'ячеслав Іванович
В'ячесла́в Іва́нович Бо́ндар (позивний «Старий»; 29 липня 1976, м. Житомир, Житомирська область — 29 квітня 2022, біля с. Довгеньке, Харківська область) — український військовослужбовець (старший сержант), снайпер 95 ОДШБр Збройних сил України, учасник російсько-української війни. Кавалер ордена «За мужність» III ступеня (2022, посмертно).

## Життєпис
В'ячеслав Бондар народився 29 липня 1976 року в місті Житомирі Житомирської области.
Після закінчення Житомирського ВПУ № 17 працював техніком-технологом верстатного профілю.
Від 2015 року в Збройних силах України. Учасник АТО/ООС. Брав участь у боях за Маріуполь та інші населені пункти сходу України. У 2019 році за станом здоров'я пішов на пенсію.
З початком повномасштабного російського вторгнення в Україну 2022 року знову на фронті. Служив у складі 95-ї окремої десантно-штурмової бригади. Загинув 29 квітня 2022 року внаслідок численних вогнепальних поранень біля с. Довгеньке на Харківщині.
Похований 7 травня 2022 року на військовому цвинтарі у родинному місті.
Залишилися батьки, дружина та дві доньки.
17 січня 2023 року з'явилася петиція про присвоєння звання Герой України В'ячеславові Бондару.

## Нагороди
- Орден «За мужність» III ступеня (4 липня 2022, посмертно) — за особисту мужність і самовіддані дії, виявлені у захисті державного суверенітету та територіальної цілісності України, вірність військовій присязі[4].

## Вшанування пам'яті
Співак Артем Лоік присвятив В'ячеславові та іншим трьом військовослужбовцям пісню «Снайпери».